# Walter Hopps
Walter Hopps (* 3. Mai 1932 in Glendale; † 20. März 2005 in Los Angeles) war ein US-amerikanischer Museumsdirektor und Kurator für Zeitgenössische Kunst.

## Leben und Wirken
Hopps stammt aus einer Ärztefamilie und studierte Mikrobiologie an der UCLA, als er seine erste Kunstgalerie eröffnete. Als Schüler der Eagle Rock High School hatte er das Haus von Walter und Louise Arensberg in Hollywood kennengelernt und besuchte diese Sammlung radikaler europäischer Kunst der Moderne immer wieder. Er war als Student aber auch von Musik begeistert und organisierte mit seinen Kommilitonen Jimm Newman (später ebenfalls Galerist) und dem späteren abstrakten Maler Craig Kauffman Jazz-Konzerte.
Mit seiner ersten Ehefrau Shirley Neilsen und dem Dichter Ben Bartosh eröffnete er in Brentwood in West-Los Angeles die eher private Galerie Syndell Studio. Seine Gruppenausstellungen kalifornischer Künstler, Action im Mai 1955 am Santa Monica Pier mit Jazzmusik, und Action 2 ein Jahr später im Turnabout Theatre am La Cienega Boulevard in West Hollywood erregten Aufmerksamkeit.
1957 gründete er die Ferus Gallery in Los Angeles, die er mit Edward Kienholz und dann mit Irving Blum als Partner leitete. Zu den Ferus-Künstlern zählten zunächst nur Künstler aus San Francisco und Los Angeles, Wallace Berman und sein Semina Projekt, Billy Al Bengston, Clyfford Still, Richard Diebenkorn, Llyn Foulkes, Larry Bell, Ed Ruscha, Bruce Conner, Ken Price und Robert Irwin. Die 14 New York Artists Show (1960) deutete eine neue Orientierung der Galerie an. Der erfolgreiche Gebrauchsgrafiker Andy Warhol erhielt hier 1962 seine erste Einzelausstellung als Künstler. Hopps wurde 1962 Kurator und 1964, 31-jährig, Direktor des Pasadena Art Museum (seit 1969 das Norton Simon Museum) und veranstaltete große Retrospektiven von Kurt Schwitters, Joseph Cornell und Marcel Duchamp, den ersten großen Museumsausstellungen dieser Künstler in den Vereinigten Staaten von Amerika. Er bot 1962 mit New Painting of Common Objects die erste Übersicht über die neue amerikanische Pop-Art in einem Museum.
Hopps’ Führungsstil führte 1967 zu seiner Entlassung, und er übernahm die Direktion der Corcoran Gallery of Art in Washington, D.C. Er wählte die US-amerikanischen Teilnehmer der Biennale in Venedig aus dem Jahr 1972 aus (er hatte schon 1965 die amerikanischen Teilnehmer der Biennale in São Paulo bestimmen dürfen) und wurde im selben Jahr Kurator für die amerikanische  Kunst des 20. Jahrhunderts am Smithsonian American Art Museum. Er organisierte dort 1976 eine große Robert-Rauschenberg-Retrospektive. 1979 wurde er Berater und 1980 Direktor der Menil Foundation in Houston, Texas. Von 1987 bis 1989 war er der Gründungsdirektor der Menil Collection, des Museums der Stiftung, zwei Jahre später nur noch verantwortlich für die Kunst des 20. Jahrhunderts. Das Menil zeigte Yves Klein, John Chamberlain, Andy Warhol und Max Ernst. 1996 organisierte Hopps die Kienholz-Retrospektive am Whitney Museum of American Art in New York, 1997, mit Susan Davidson, eine weitere große Rauschenberg-Ausstellung am Guggenheim Museum und in Houston, 2003 mit Sarah Bancroft die James-Rosenquist-Retrospektive am Solomon R. Guggenheim Museum in New York, wo er 2002 eine zusätzliche Kuratorenstelle übertragen bekommen hatte. Die letzte von ihm organisierte Ausstellung war die eines alten Freundes, George Herms: Hot Set, am Kunstmuseum Santa Monica.
Die Menil Foundation schuf im Jahr 2001 den Walter Hopps Award für herausragende kuratorische Leistungen mit einem Preisgeld von $15000. Die ersten Preisträger waren Roger M. Buergel, Hamza Walker, Eungie Joo, Maria Lind und Adam Szymczyk.